# Eomanis waldi
Eomanis waldi Storch, 1978 è il più antico pangolino conosciuto, noto attraverso fossili risalenti a quasi 50 milioni di anni fa (Eocene medio) in Germania.

## L'antenato dei pangolini
La conservazione eccezionale di questi resti, rinvenuti negli scisti del pozzo di Messel, permette di ricostruire questo pangolino nella sua interezza. Eomanis doveva essere un animale lungo una cinquantina di centimetri, molto simile alle forme attuali e già dotato di quelle caratteristiche (come la particolare forma degli arti) presenti nei pangolini attuali. Le squame indurite a formare una corazza, tuttavia, erano presenti in misura minore rispetto alle forme attuali, in quanto non ricoprivano tutta la coda e le zampe. Il cranio, invece, sembra già avere la conformazione per una dieta a base di formiche. Accanto a questo pangolino primitivo ne esisteva un altro, Eurotamandua, completamente privo di corazza, ma di dimensioni doppie rispetto a Eomanis, che a causa di queste caratteristiche originariamente era stato considerato un formichiere primitivo.  Forme successive di pangolini sono conosciute in Europa (Necromanis), in Asia (Cryptomanis) e in Nordamerica (Patriomanis).